# Tid att älska, dags att dö
Tid att älska, dags att dö är en amerikansk krigsdramafilm från 1958 i regi av Douglas Sirk. Manus skrevs av Orin Jannings efter en roman av Erich Maria Remarque. Remarque medverkar själv i filmen i en större biroll. Den är filmad i färg med eastmancolor. Filmen utspelas under andra världskriget, dels på östfronten, dels i Tyskland och spelades även in på plats i Västberlin.
Huvudrollsinnehavaren John Gavin kom för sin prestation att tilldelas en Golden Globe i kategorin bästa nykomling. Filmen var också nominerad till en Oscar för bästa ljud.

## Rollista, urval
- John Gavin - Ernst Graeber
- Liselotte Pulver - Elizabeth Kruse Graeber
- Jock Mahoney - Immerman
- Don DeFore - Hermann Boettcher
- Keenan Wynn - Reuter
- Erich Maria Remarque - professor Pohlmann
- Dieter Borsche - kapten Rahe
- Barbara Rütting - kvinnlig gerillamedlem
- Thayer David - Oscar Binding
- Dorothea Wieck - frau Leiser
- Kurt Meisel - Heini
- Agnes Windeck - frau Witte
- Clancy Cooper - Sauer
- John Van Dreelen - officer
- Alice Treff - frau Langer
- Alexander Engel - galen flyglarmsvakt
- Jim Hutton - Hirschland
- Bengt Lindström - Steinbrenner